# Цедрела узколистная
Цедре́ла узколи́стная (лат. Cedrela angustifolia) — вид цветковых растений рода Цедрела (Cedrela) семейства Мелиевые (Meliaceae). Найден в Аргентине, Боливии, Бразилии, Парагвае и Перу. Находится в опасности из-за сокращения мест обитания.

## Синонимика
- Cedrela boliviana Rusby
- Cedrela herrerae Harms
- Cedrela lilloi C.DC.
- Cedrela steinbachii Harms
- Pterosiphon multivenius Turcz.
- Surenus angustifolia (DC.) Kuntze[1]